# Millegem (Mol)
Millegem is een van de twaalf gehuchten van de Belgische gemeente Mol. De plaats telde op 31 december 2024 3.728 inwoners en wordt ook wel geduid als een kerkdorp. Het gehucht is niet te verwarren met het gelijknamige kleinere gehucht "Millegem", te Ranst.

## Toponymie
De naam Millegem is afgeleid van 'mille' wat lichte aarde, fijn stof, zand betekent.

## Geschiedenis
Millegem werd voor het eerst vermeld in de 8ste eeuw, toen de Heilige Odrada naar Millegem op bedevaart kwam naar het kapelletje van Onze Lieve Vrouw.
Tijdens de 12de eeuw woedde er een hevige strijd tussen de Berthouts, Heren van Geel en de Molse voogd om hun gebied uit te breiden. De Mollenaars hebben hier klaarblijkelijk het onderspit gedolven met als gevolg dat Millegem een Geelse enclave werd binnen Mol. Millegem werd in de Middeleeuwen een parochiegehucht van de Vrijheid en de Heerlijkheid Geel en verkreeg daarna een semi-onafhankelijke positie. Ondanks het feit dat het een zelfstandige parochie was, stonden er maar weinig huizen: 16 huizen in 1435 en 4 huizen in 1668. Niettemin bezat het een kerk.
In deze tijd strekte het bezit van Millegem zich uit tot nabij het centrum van Mol. De naam "Millegemhof" van de in jugendstil gebouwde villa aan de Edmond van Hoofstraat 11 te Mol-Centrum uit 1909 getuigt daar nog van.
Sedert 1818 maakt Millegem deel uit van de gemeente Mol. Eind 1820 woonden er 45 mensen. In 1845 werd een nieuwe parochie gesticht die de naam Millegem kreeg maar ook het direct aanpalend grondgebied omvatte, waaronder de buurtschap Stokt.
Het landelijke kerkje uit 1858 werd in 1961 afgebroken en vervangen door de huidige Sint-Odradakerk, ontworpen door de Brasschaatse architect Jozef Gabriels. Deze kerk bezit nog een 17e-eeuws houten beeld van de heilige Odrada.

## Heden
Een van de grootste wijken van Millegem is de Europawijk, waar van oorsprong vooral veel villa's opgetrokken werden voor de ambtenaren van de nabijgelegen vestigingen van Euratom, Eurochemic en het Studiecentrum voor kernenergie (SCK). Sinds 1960 bevindt zich in Millegem ook de Europese School.

## Bezienswaardigheden
- De Sint-Odradakerk
- Het Sint-Odradamonument, vervaardigd door Jef Jacobs, is van 1953.
- Het Pestkapelleken

## Cultuur
In 2006 was Millegem "cultureel ambassadeur" van de gemeente Mol.

## Bevolkingsevolutie Millegem
- 1995: 3355 inwoners
- 1996: 3342 inwoners
- 1997: 3368 inwoners
- 1998: 3351 inwoners
- 1999: 3362 inwoners
- 2000: 3411 inwoners
- 2001: 3403 inwoners
- 2002: 3388 inwoners
- 2003: 3390 inwoners
- 2004: 3329 inwoners
- 2005: 3328 inwoners
- 2006: 3359 inwoners
- 2007: 3370 inwoners
- 2008: 3376 inwoners
- 2009: 3396 inwoners
- 2010: 3425 inwoners
- 2018: 3511 inwoners
- 2019: 3563 inwoners
- 2021: 3689 inwoners
- 2023: 3743 inwoners
- 2024: 3728 inwoners

## Afbeeldingen

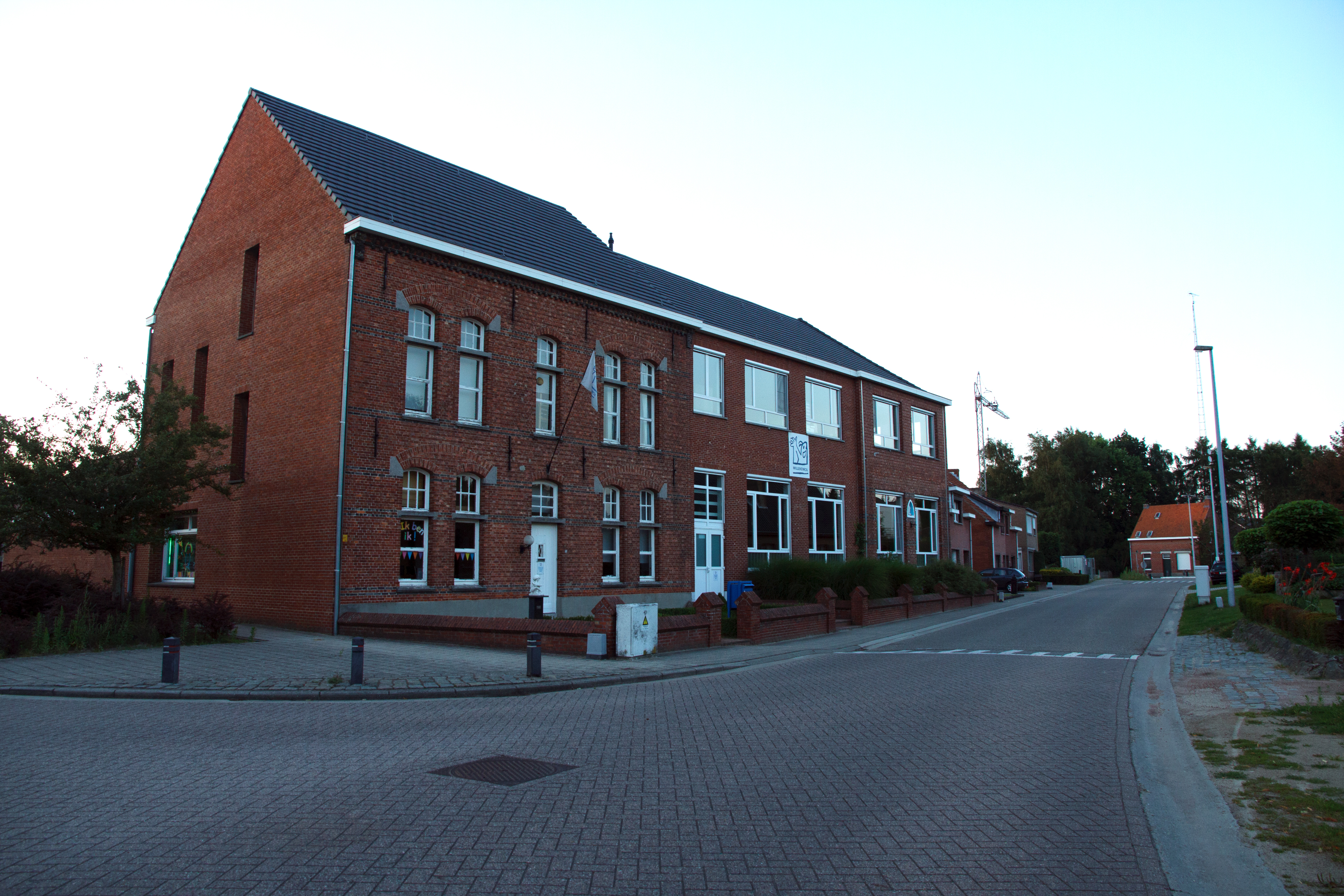
Vrije school en klooster
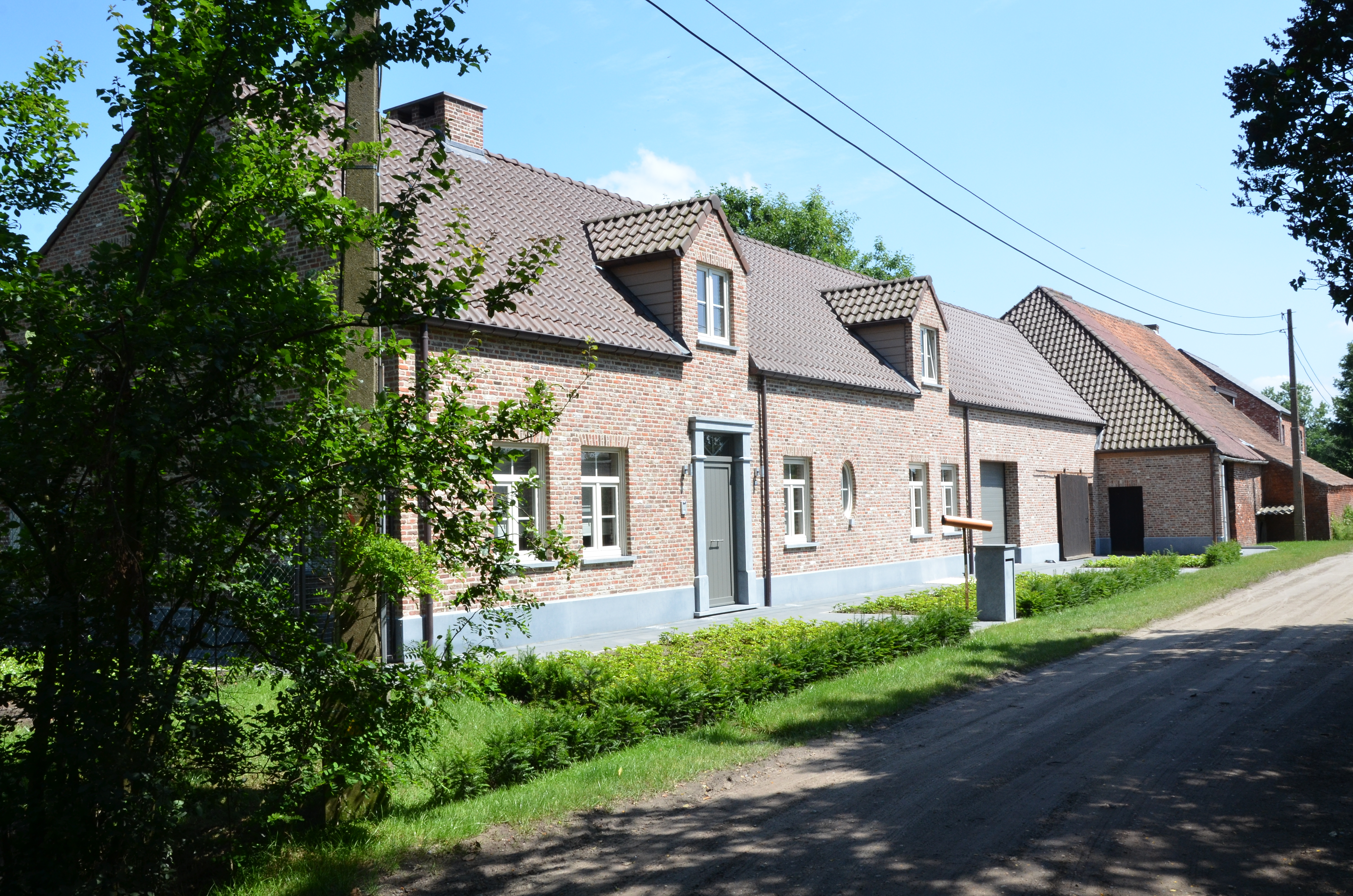
Zonnehoeve

## Nabijgelegen kernen
Achterbos, Geel, Ezaart, Mol-Centrum